# Europapokal der Pokalsieger 1976/77
Der Europapokal der Pokalsieger 1976/77 war die 17. Auflage des Wettbewerbs der europäischen Fußball-Pokalsieger. 33 Klubmannschaften aus 32 Ländern nahmen teil, darunter der Titelverteidiger und erneute belgische Pokalsieger RSC Anderlecht, weitere 25 nationale Pokalsieger und sieben unterlegene Pokalfinalisten (Aris Bonneweg, Roda JC Kerkrade, Servette Genf, Lierse SK, CSU Galați, Heart of Midlothian und MTK-VM SK Budapest). Albanien stellte erneut keine Mannschaft.
Aus Deutschland waren DFB-Pokalsieger Hamburger SV, aus der DDR FDGB-Pokalsieger 1. FC Lokomotive Leipzig, aus Österreich ÖFB-Cupsieger SK Rapid Wien und aus der Schweiz Cupfinalist Servette Genf am Start.
Titelverteidiger RSC Anderlecht erreichte erneut das Finale im Olympiastadion von Amsterdam, unterlag dort aber dem Hamburger SV mit 0:2.
Torschützenkönig wurde der Bulgare Kiril Milanow vom DFS Lewski-Spartak Sofia mit insgesamt 13 Toren, der zweithöchsten Anzahl in der Geschichte des Wettbewerbs.

## Modus
Die Teilnehmer spielten wie gehabt im reinen Pokalmodus mit Hin- und Rückspielen den Sieger aus. Gab es nach beiden Partien Torgleichstand, entschied die Anzahl der auswärts erzielten Tore (Auswärtstorregel). War auch deren Anzahl gleich fand im Rückspiel eine Verlängerung statt, in der auch die Auswärtstorregel galt. Herrschte nach Ende der Verlängerung immer noch Gleichstand, wurde ein Elfmeterschießen durchgeführt. Das Finale wurde in einem Spiel auf neutralem Platz entschieden. Bei unentschiedenem Spielstand nach Verlängerung wäre der Sieger ebenfalls in einem Elfmeterschießen ermittelt worden.

## Vorrunde
Das Hinspiel fand am 4. August, das Rückspiel am 11. August 1976 statt.
|              | Gesamt    |               | Hinspiel | Rückspiel |
| ------------ | --------- | ------------- | -------- | --------- |
| Cardiff City | (a)2:2(a) | Servette Genf | 1:0      | 1:2       |

## 1. Runde
Die Hinspiele fanden vom 14. bis 16. September (Florina gegen Worclaw am 23.), die Rückspiele am 29. September (Reipas gegen Sofia am 23.) 1976 statt.
|                          | Gesamt |                      | Hinspiel | Rückspiel |
| ------------------------ | ------ | -------------------- | -------- | --------- |
| MTK-VM SK Budapest       | 4:2    | Sparta Prag          | 3:1      | 1:1       |
| Lierse SK                | 1:3    | Hajduk Split         | 1:0      | 0:3       |
| Cardiff City             | 1:3    | Dinamo Tiflis        | 1:0      | 0:3       |
| CSU Galați               | 2:5    | Boavista Porto       | 2:3      | 0:2       |
| SFK Bodø/Glimt           | 0:3    | SSC Neapel           | 0:2      | 0:1       |
| Iraklis Saloniki         | 0:2    | APOEL Nikosia        | 0:0      | 0:2       |
| Hamburger SV             | 4:1    | ÍB Keflavík          | 3:0      | 11:1 1    |
| RSC Anderlecht           | 5:3    | Roda JC Kerkrade     | 2:1      | 3:2       |
| SK Rapid Wien            | 2:3    | Atlético Madrid      | 1:2      | 1:1       |
| 1. FC Lokomotive Leipzig | 3:5    | Heart of Midlothian  | 2:0      | 1:5       |
| Bohemians Dublin         | 3:1    | Esbjerg fB           | 2:1      | 1:0       |
| FC Southampton           | 5:2    | Olympique Marseille  | 4:0      | 1:2       |
| AIK Solna                | 2:3    | Galatasaray Istanbul | 1:2      | 1:1       |
| Carrick Rangers          | 4:3    | FC Aris Bonneweg     | 23:1 2   | 1:2       |
| DFS Lewski-Spartak Sofia | 19:30  | Lahden Reipas        | 12:20    | 7:1       |
| FC Floriana              | 1:6    | Śląsk Wrocław        | 1:4      | 0:2       |

## 2. Runde
Die Hinspiele fanden am 20. Oktober, die Rückspiele am 3./4. November 1976 statt.
|                 | Gesamt    |                          | Hinspiel | Rückspiel |
| --------------- | --------- | ------------------------ | -------- | --------- |
| Śląsk Wrocław   | 4:0       | Bohemians Dublin         | 3:0      | 1:0       |
| Dinamo Tiflis   | 1:5       | MTK-VM SK Budapest       | 1:4      | 0:1       |
| Boavista Porto  | (a)3:3(a) | DFS Lewski-Spartak Sofia | 3:1      | 0:2       |
| RSC Anderlecht  | 10:20     | Galatasaray Istanbul     | 5:1      | 5:1       |
| Hamburger SV    | 8:3       | Heart of Midlothian      | 4:2      | 4:1       |
| Carrick Rangers | 3:9       | FC Southampton           | 12:5 1   | 1:4       |
| Atlético Madrid | 3:1       | Hajduk Split             | 1:0      | 2:1       |
| APOEL Nikosia   | 1:3       | SSC Neapel               | 1:1      | 0:2       |

## Viertelfinale
Die Hinspiele fanden am 2. März, die Rückspiele am 16. März 1977 statt.
|                          | Gesamt |                 | Hinspiel | Rückspiel |
| ------------------------ | ------ | --------------- | -------- | --------- |
| Śląsk Wrocław            | 0:2    | SSC Neapel      | 0:0      | 0:2       |
| MTK-VM SK Budapest       | 2:5    | Hamburger SV    | 1:1      | 1:4       |
| RSC Anderlecht           | 3:2    | FC Southampton  | 2:0      | 1:2       |
| DFS Lewski-Spartak Sofia | 2:3    | Atlético Madrid | 2:1      | 0:2       |

## Halbfinale
Die Hinspiele fanden am 6. April, die Rückspiele am 20. April 1977 statt. 
|                 | Gesamt |                | Hinspiel | Rückspiel |
| --------------- | ------ | -------------- | -------- | --------- |
| Atlético Madrid | 3:4    | Hamburger SV   | 3:1      | 0:3       |
| SSC Neapel      | 1:2    | RSC Anderlecht | 1:0      | 0:2       |

## Finale

### Spielverlauf

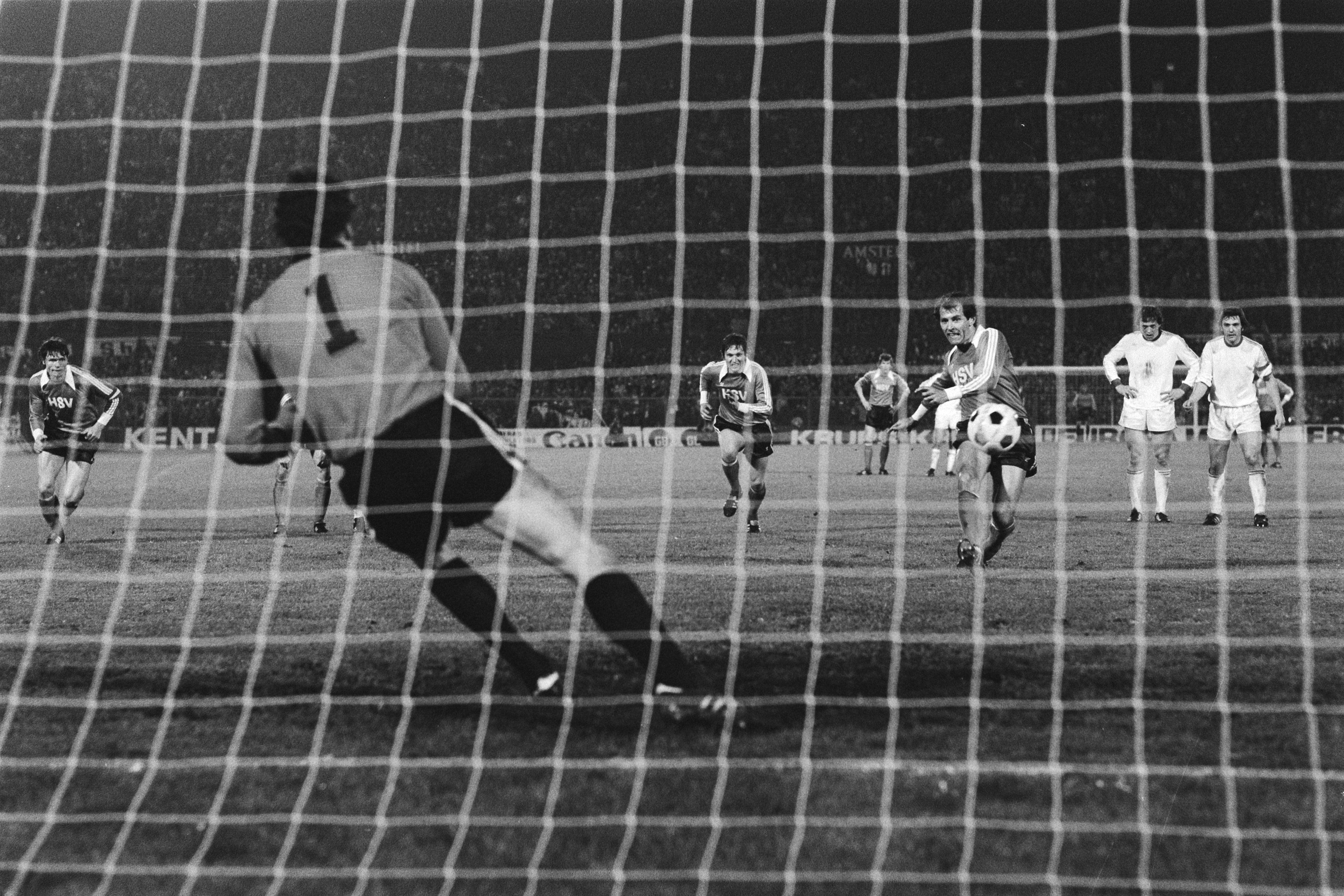
Georg Volkert verwandelt den Strafstoß zum 1:0

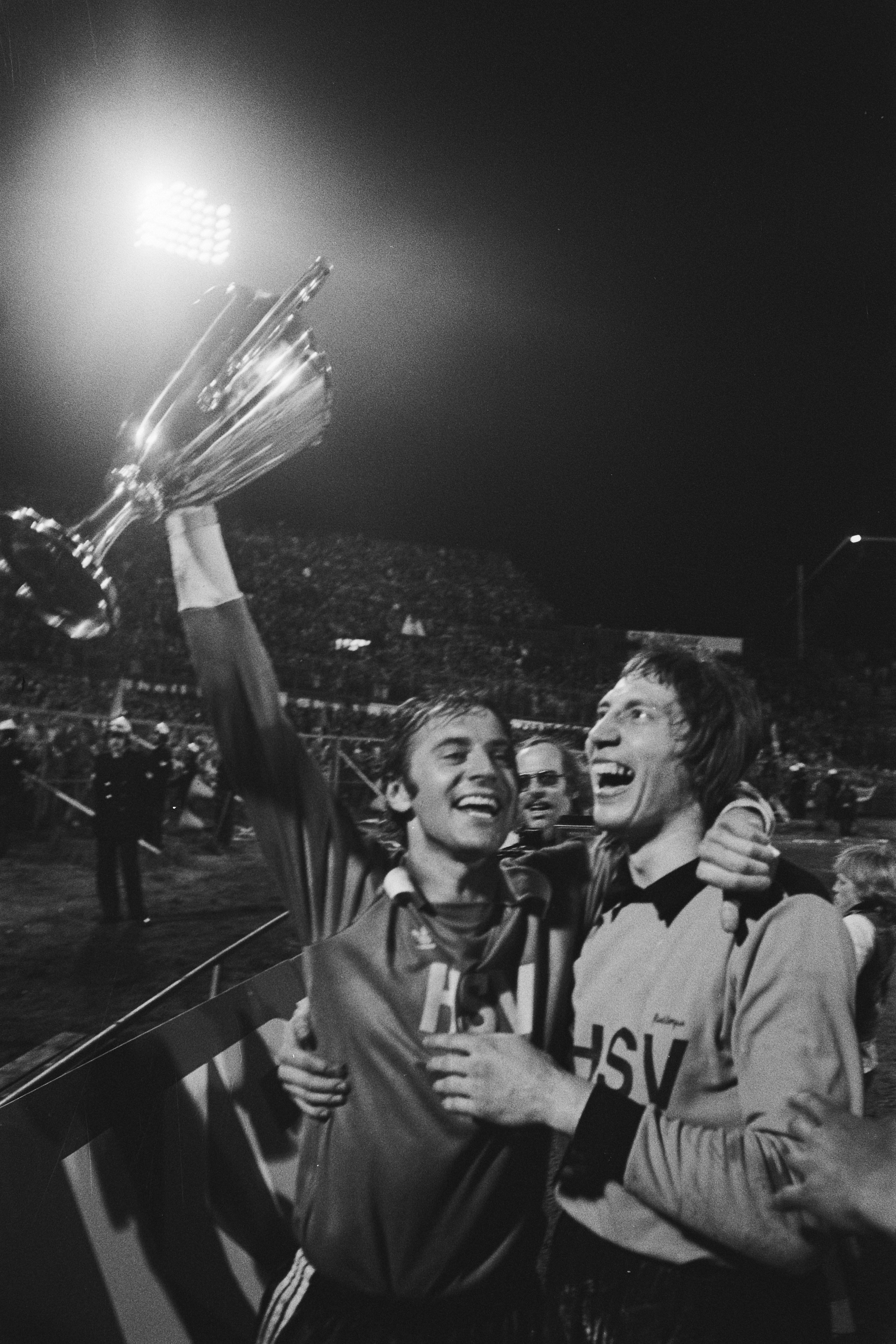
Willi Reimann (links) und Rudi Kargus (rechts) mit dem Pokal auf der Ehrenrunde

Der RSC eröffnete die Begegnung mit schnellen Konterangriffen aus einer tief gestaffelten Abwehr. Seine Mittelfeldspieler stießen mehrfach in die Spitze vor, die sich bis zur 25. Minute mehrfach gute Tormöglichkeiten erarbeiteten. Kargus hatte etliche straffe Schüsse zu parieren, ein 18-Meter-Schuss von Dockx traf nur den Pfosten. Mit zunehmender Spieldauer gelang es dem HSV jedoch, die RSC-Mittelfeldachse in ihrer Gefährlichkeit einzuschränken, und die Hamburger kamen ihrerseits zu guten Torchancen. Im Mittelfeld wurde der Hamburger Magath zum Lenker des Spiels, er sorgte für Tempo und Überraschungsmomente, von denen vor allem die Außenstürmer Steffenhagen und Volkert profitierten. Dadurch wurde das Spiel der Hamburger offensivfreudiger und schwungvoller. Die Anderlecht-Abwehr geriet immer mehr in Schwierigkeiten, auch weil Libero Vandendaele dem Spieltempo nicht gewachsen war. Obwohl beide Mannschaften offensiv eingestellt waren, blieb die Partie bis zur Halbzeitpause torlos. Nach dem Wiederanpfiff blieb der HSV die dominierende Mannschaft, während das Spiel des RSC Anderlecht verkrampft wirkte. Trotz der Überlegenheit des Hamburger SV dauerte es bis zur 82. Minute, ehe das erste Tor fiel. Rechtsaußen Arno Steffenhagen konnte nach einem sehenswerten Sololauf von Coeck nur durch ein Foul im Strafraum gebremst werden. Den fälligen Strafstoß verwandelte Georg Volkert, nachdem er Torwart Ruiter getäuscht hatte, mit einem platzierten Schuss in das rechte Toreck. RSC-Trainer Goethals versuchte danach durch den Wechsel von van Poucke für Dockx seiner Mannschaft noch einmal neuen Schwung zu verleihen, die daraufhin bedingungslos in die Offensive ging. Eine der sich dadurch ergebenden Kontermöglichkeiten nutzte allerdings Felix Magath in der 90. Minute zur endgültigen Entscheidung, indem er einen geschickt gespielten Pass von Volkert zum entscheidenden 2:0 für den HSV verwandelte.

### Spielstatistik
| Hamburger SV                                 | Hamburger SV | RSC Anderlecht | RSC Anderlecht | Aufstellung                                   |
| -------------------------------------------- | --- | --- | -------------- | --------------------------------------------- |
| Hamburger SV                                 | \| 11. Mai 1977 in Amsterdam (Olympiastadion) \| \| Ergebnis: 2:0 (0:0) \| \| Zuschauer: 58.000 \| \| Schiedsrichter: Patrick Partridge ( England) \|                                                    | \| 11. Mai 1977 in Amsterdam (Olympiastadion) \| \| Ergebnis: 2:0 (0:0) \| \| Zuschauer: 58.000 \| \| Schiedsrichter: Patrick Partridge ( England) \|                                                                        | RSC Anderlecht | Aufstellung Hamburger SV gegen RSC Anderlecht |
| Hamburger SV                                 | Rudi Kargus – Hans-Jürgen Ripp – Manfred Kaltz, Peter Nogly , Peter Hidien – Caspar Memering, Felix Magath – Arno Steffenhagen, Willi Reimann, Ferdinand Keller, Georg Volkert Cheftrainer: Kuno Klötzer | Jan Ruiter – Erwin Vandendaele – Gilbert Van Binst, Hugo Broos, Jean Thissen – Jean Dockx (83. Ronny van Poucke), François Van der Elst, Arie Haan, Ludo Coeck – Peter Ressel, Rob Rensenbrink Cheftrainer: Raymond Goethals | RSC Anderlecht | Aufstellung Hamburger SV gegen RSC Anderlecht |
| Hamburger SV                                 | 1:0 Georg Volkert (82., Foulelfmeter) 2:0 Felix Magath (90.) | | RSC Anderlecht | Aufstellung Hamburger SV gegen RSC Anderlecht |
| Hamburger SV                                 | Peter Nogly | Ronny van Poucke | RSC Anderlecht | Aufstellung Hamburger SV gegen RSC Anderlecht |
| 11. Mai 1977 in Amsterdam (Olympiastadion)   | | |                |                                               |
| Ergebnis: 2:0 (0:0)                          | | |                |                                               |
| Zuschauer: 58.000                            | | |                |                                               |
| Schiedsrichter: Patrick Partridge ( England) | | |                |                                               |